# Andrea de Cesaris
Andrea De Cesaris  (Roma, 31 de maio de 1959 — Roma, 5 de outubro de 2014) foi um piloto automobilístico italiano.

## Fórmula 3 e Fórmula 2 e a grande chance na Fórmula 1
Filho de um comerciante abastado, que mais tarde se tornou no representante da Marlboro em Itália, De Cesaris começou a sua carreira nos karts, onde se tornou num rei das pistas.
Em 1979 foi vice-campeão de Fórmula 3, atrás do brasileiro Chico Serra, e em 1980 passou para a Fórmula 2, onde correu pela Project Four, a escuderia de Ron Dennis, futuro patrão da McLaren. No final do ano, De Cesaris teve a chance de correr na Fórmula 1, a bordo de um Alfa Romeo, substituindo o experientíssimo compatriota Vittorio Brambilla nos Grandes Prêmios do Canadá e dos Estados Unidos, onde abandonou em ambas as corridas.[carece de fontes?]

## McLaren (1981)
Em 1981, transferiu-se para a McLaren, tornando-se conhecido na categoria por destruir 22 chassis na primeira temporada completa, chegando ao ponto de ter a alcunha de "De Crasheris" (era um trocadilho entre seu nome e a palavra inglesa crash, colisão). Contudo, no final da temporada, Ron Dennis pura e simplesmente despediu-o. No seu primeiro ano, o piloto marcou apenas 1 ponto com o 6º lugar em San Marino e o 18º na classificação geral.[carece de fontes?]

## Alfa Romeo (1982 e 1983)
Regressa à Alfa Romeo em 1982, e a rapidez deu-lhe frutos, tendo conquistado a pole-position em Long Beach (a única da sua carreira). Tem o seu primeiro podium com o 3º lugar em Mônaco absolutamente anormal, com troca de posições nas últimas 3 voltas. Marca 5 pontos e o 17º lugar no campeonato. Continua na equipe em 1983, e consegue a sua melhor temporada: dois 2º lugares, nos GPs da Alemanha e da África do Sul, além de uma exibição de luxo em Spa-Francorchamps. Largando na 3ª posição, ele ultrapassa os franceses Alain Prost (pole) da Renault e Patrick Tambay (2ª posição) da Ferrari, contornando a primeira curva à frente deles. O piloto da Alfa Romeo #22 vai abrindo da concorrência, chegando a fazer a volta mais rápida (única na carreira) e lidera por 18 voltas. Após os pits, retorna na prova em 2º até o motor estourar. No final da temporada, os 15 pontos dão-lhe o 8º lugar na classificação geral.[carece de fontes?]

## Ligier (1984 e 1985)
Em 1984, passa para a Ligier, mas os resultados são modestos. O melhor que consegue é um 5º lugar em Kyalami, acabando a temporada no 18º lugar, com 3 pontos. Continua no time francês em 1985, mas agora com o veterano Jacques Laffite como seu companheiro. O 4º lugar no GP de Mônaco animou bastante, até que sofreu um dos mais espetaculares acidentes da Fórmula 1 no GP da Áustria, quando capotou seu carro várias vezes. Entretanto, o piloto do carro azul #25 não sofreu nenhum arranhão. Indignado, Guy Ligier demite-o da equipe.[carece de fontes?] No desligamento com o time azul, fica apenas com os 3 pontos da corrida do principado e o 17º lugar no campeonato.

## Minardi (1986)
Sem grandes convites, em 1986 aposta na Minardi, onde nada consegue num carro pesado, lento e pouco fiável, com muitos abandonos. Resultado: De Cesaris não conquista nenhum ponto,[carece de fontes?] obtendo apenas um oitavo lugar no México.

## Brabham (1987)
No ano de 1987, vai para a Brabham e dependia de um patrocinador para disputar todas as provas, uma vez que aspirava a uma vaga numa das mais tradicionais equipes do circo, que naquela época já se encontrava em irreversível estado de decadência. Na véspera do encerramento das inscrições, o italiano chega ao Rio de Janeiro com o patrocínio na mão (naquela época, o Grande Prêmio do Brasil era disputado em Jacarepaguá) e vai logo para a pista. Depois de três rodadas, retira-se. O carro estava impraticável, contudo, foi com ele que o piloto do carro número 8 voltou ao podium, num 3º lugar na Bélgica. Esses 4 pontos deram-lhe o 14º lugar na geral.[carece de fontes?]

## Rial (1988)
Para o campeonato de 1988, ele é a alma de um novo projeto: a Rial, que era, nada mais, nada menos, que um ressuscitar da velha ATS, do alemão Gunther Schmidt e cujos carros eram equipados com motor Ford-Cosworth aspirado (no ano seguinte o turbo seria banido da Fórmula 1). Essa aventura deu-lhe alguns resultados de relevo, como um 4º lugar em Detroit, nada além de 3 pontos e o 15º lugar no final.[carece de fontes?]

## Scuderia Italia (1989 e 1990)
No ano de 1989, vai para a Scuderia Italia. Na terceira etapa, o GP de Mônaco, o italiano ocupava a 4ª posição e vinha para ultrapassar o tricampeão brasileiro Nelson Piquet da Lotus, que era retardatário. Os dois pilotos vão fazer a curva Loews ao mesmo tempo. Resultado: ambos se tocam e ficam emperrados. Dentro de seus cockpits, os dois pilotos discutem como se estivesse num trânsito de rua. Duas etapas seguintes, em Phoenix, o momento cômico do ano, protagonizado por Andrea: ele estava sendo ultrapassado pelo seu companheiro e compatriota Alex Caffi (à caminho de seu primeiro podium), que é tocado e sai da pista.[carece de fontes?] De Cesaris acabou a corrida em 8º lugar, mas provavelmente deve ter voltado a pé para o hotel, pelo ato cometido.[carece de fontes?] Na etapa seguinte, o chuvoso GP do Canadá, termina em 3º (o primeiro podium no seu novo time e o último na sua carreira), e os 4 pontos que lhe dão um 17º lugar na geral. Continua mais um ano na equipe em 1990, mas com 12 abandonos, duas provas concluídas, uma não qualificação no grid de largada e uma desclassificação, o piloto do carro número 22 não saiu do zero.

## Jordan (1991)
Muda-se para outra equipe estreante, a Jordan, e tinha grandes expectativas para o campeonato de 1991. A equipe de Eddie Jordan, experiente em Fórmulas inferiores, tinha argumentos de peso: um bom motor e um chassis simples, mas eficiente. Acabou como a surpresa do ano.[carece de fontes?] 
O grande momento do intrépido piloto foi o GP da Bélgica. Ele não tinha feito a troca de pneus e por 10 voltas seguidas ia bravamente na 2ª posição, pressionando Ayrton Senna, da McLaren, que enfrentava problemas na troca de marchas. O resultado naquele momento era fantástico tanto para o piloto como para o time estreante, mas faltando 3 voltas, o motor Ford do carro verde número 33 estourou, deixando ele e a equipe irlandesa decepcionados. Nas etapas seguintes, o piloto de 32 anos não conseguiu repetir o mesmo feito. Com um grande carro para um ano de estreia, fez 9 pontos e o 9º lugar na classificação.

## Tyrrell (1992 e 1993)
Eddie Jordan queria a permanência do romano para o campeonato de 1992, mas o novo patrocinador do time irlandês seria a Barclay, rival do seu pessoal, a Marlboro e não pôde ficar. Sendo assim, foi para a Tyrrell, onde os seus préstimos foram úteis. Os 8 pontos alcançados no final da temporada permitiam-lhe repetir o 9º lugar do ano anterior. Mas, para 1993, com os motores Ilmor a serem substituídos pelos propulsores da Yamaha, as coisas ficaram piores: De Cesaris acabou a temporada tal como começou, no zero.[carece de fontes?] Seu melhor resultado no ano foi um décimo lugar em Mônaco.

## Jordan e Sauber (1994)
Em 1994, De Cesaris estava fora da Fórmula 1 quando o campeonato começou no Brasil, mas um incidente nessa corrida iria lhe proporcionar uma última temporada na competição. Primeiro na Jordan, substituindo o norte-irlandês Eddie Irvine, suspenso por três provas por ter provocado um acidente envolvendo três pilotos em Interlagos, além dele próprio, e onde o italiano arrancou um brilhante 4º lugar em Mônaco, em sua última prova pelo time. Já no GP do Canadá, Peter Sauber convoca o destemido piloto romano para substituir o austríaco Karl Wendlinger, que se acidentara nos treinos em Mônaco. Na semana da prova, comemorou o seu GP de número 200 no currículo, 12 dias após completar 35 anos. Na segunda corrida pelo time suíço, o piloto do carro #29 marca 1 ponto com o 6º lugar na França;[carece de fontes?] nas sete corridas seguidas ele nem terminou-as, incluindo o GP da Europa, em Jerez, na Espanha, a sua última corrida de uma longa e conturbada carreira. 
Ao ser comunicado que o piloto austríaco não tinha condições de pilotar as duas últimas corridas do campeonato, Peter Sauber chama novamente o italiano para reassumir a posição vaga de Wendlinger; o piloto agradeceu o convite e preferiu continuar curtindo o sol e as praias no Havaí. Os 4 pontos e o 20º lugar na classificação geral foram os números de De Cesaris no fechamento de sua carreira.

O legado de Andrea De Cesaris é enorme: em 208 GP’s, espalhados por 15 temporadas, conseguiu uma pole, uma volta mais rápida, cinco pódios e 59 pontos no total. É um dos cinco que atingiu a marca de 200 GP’s.[carece de fontes?], e também o piloto que mais disputou corridas sem ter vencido na Fórmula 1.

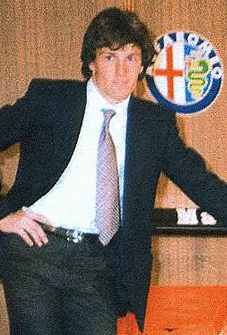
Foto com Andrea de Cesaris.

## Após a Fórmula 1
Depois da carreira de piloto, sumiu de vista durante dez anos. Era corretor da bolsa em Monte Carlo e praticante de “windsurf” nos tempos livres. Reapareceu por alturas do “tsunami” de 2004, quando doou verbas substanciais para populações do Sri Lanka.
Entre 2005 e 2006, correu na extinta Grand Prix Masters.

## Morte
De Cesaris foi declarado morto após um acidente de moto, em 5 de outubro de 2014. Ele havia se chocado violentamente no guard-rail de uma estrada de Roma e não resistiu. O ex-piloto tinha 55 anos.

## Todos os Resultados de Andrea de Cesaris na Fórmula 1
(legenda) (Corridas em negrito indica pole position e corridas em itálico indica volta mais rápida)
| Ano  | Equipe                              | Chassis         | Motor                          | Pneus | 1       | 2       | 3       | 4       | 5       | 6       | 7       | 8       | 9       | 10      | 11      | 12      | 13      | 14      | 15      | 16      | Pontos | Posição  |
| ---- | ----------------------------------- | --------------- | ------------------------------ | ----- | ------- | ------- | ------- | ------- | ------- | ------- | ------- | ------- | ------- | ------- | ------- | ------- | ------- | ------- | ------- | ------- | ------ | -------- |
| 1994 | Sasol Jordan                        | Jordan 194      | Hart 1035 V10                  | G     |         |         | SMR Ret | MON 4º  |         |         |         |         |         |         |         |         |         |         |         |         | 4      | 20º      |
| 1994 | Broker Sauber Mercedes              | Sauber C13      | Mercedes 2175B V10             | G     |         |         |         |         |         | CAN Ret | FRA 6º  | GBR Ret | ALE Ret | HUN Ret | BEL Ret | ITA Ret | POR Ret | EUR Ret |         |         | 4      | 20º      |
| 1993 | Tyrrell Racing Organisation         | Tyrrell 020C    | Yamaha OX10A V10               | G     | AFS Ret | BRA Ret | EUR Ret | SMR Ret | ESP DSQ | MON 10º | CAN Ret | FRA 15º |         |         |         |         |         |         |         |         | 0      | NC (27º) |
| 1993 | Tyrrell Racing Organisation         | Tyrrell 021     | Yamaha OX10A V10               | G     |         |         |         |         |         |         |         |         | GBR NC  | ALE Ret | HUN 11º | BEL Ret | ITA 13º | POR 12º | JAP Ret | AUS 13º | 0      | NC (27º) |
| 1992 | Tyrrell Racing Organisation         | Tyrrell 020B    | Ilmor 2175A V10                | G     | AFS Ret | MEX 5º  | BRA Ret | ESP Ret | SMR 14º | MON Ret | CAN 5º  | FRA Ret | GBR Ret | ALE Ret | HUN 8º  | BEL 8º  | ITA 6º  | POR 9º  | JAP 4º  | AUS Ret | 8      | 9º       |
| 1991 | Team 7Up Jordan                     | Jordan 191      | Ford HB4 V8                    | G     | EUA NPQ | BRA Ret | SMR Ret | MON Ret | CAN 4º  | MEX 4º  | FRA 6º  | GBR Ret | ALE 5º  | HUN 7º  | BEL 13º | ITA 7º  | POR 8º  | ESP Ret | JAP Ret | AUS 8º  | 9      | 9º       |
| 1990 | BMS Scuderia Italia                 | Dallara F190    | Ford Cosworth DFR V8           | P     | EUA Ret | BRA Ret | SMR Ret | MON Ret | CAN Ret | MEX 13º | FRA DSQ | GBR Ret | ALE NQ  | HUN Ret | BEL Ret | ITA 10º | POR Ret | ESP Ret | JAP Ret | AUS Ret | 0      | NC (27º) |
| 1989 | BMS Scuderia Italia                 | Dallara F189    | Ford Cosworth DFR V8           | P     | BRA 13º | SMR 10º | MON 13º | MEX Ret | EUA 8º  | CAN 3º  | FRA NQ  | GBR Ret | ALE 7º  | HUN Ret | BEL 11º | ITA Ret | POR Ret | ESP 7º  | JAP 10º | AUS Ret | 4      | 17º      |
| 1988 | Rial Racing                         | Rial ARC1       | Ford Cosworth DFZ V8           | G     | BRA Ret | SMR Ret | MON Ret | MEX Ret | CAN 9º  | EUA 4º  | FRA 10º | GBR Ret | ALE 13º | HUN Ret | BEL Ret | ITA Ret | POR Ret | ESP Ret | JAP Ret | AUS 8º  | 3      | 15º      |
| 1987 | Motor Racing Developments Ltd       | Brabham BT56    | BMW M12/13 L4 Turbo            | G     | BRA Ret | SMR Ret | BEL 3º  | MON Ret | EUA Ret | FRA Ret | GBR Ret | ALE Ret | HUN Ret | AUT Ret | ITA Ret | POR Ret | ESP Ret | MEX Ret | JAP Ret | AUS 8º  | 4      | 14º      |
| 1986 | Minardi F1 Team                     | Minardi M185B   | Motori Moderni 615-90 V6 Turbo | P     | BRA Ret | ESP Ret | SMR Ret | MON NQ  | BEL Ret | CAN Ret | EUA Ret | FRA Ret | GBR Ret | ALE Ret |         |         |         |         |         |         | 0      | NC (24º) |
| 1986 | Minardi F1 Team                     | Minardi M186    | Motori Moderni 615-90 V6 Turbo | P     |         |         |         |         |         |         |         |         |         |         | HUN Ret | AUT Ret | ITA Ret | POR Ret | MEX 8º  | AUS Ret | 0      | NC (24º) |
| 1985 | Equipe Ligier                       | Ligier JS25     | Renault EF4B V6 Turbo          | P     | BRA Ret | POR Ret | SMR Ret | MON 4º  | CAN 14º | EUA 10º | FRA Ret | GBR Ret | ALE Ret | AUT Ret | HOL Ret |         |         |         |         |         | 3      | 17º      |
| 1984 | Ligier Loto                         | Ligier JS23     | Renault EF4 V6 Turbo           | M     | BRA Ret | AFS 5º  | BEL Ret | SMR 6º  | FRA 10º | MON Ret | CAN Ret | USE Ret | EUA Ret | GBR 10º | ALE 7º  | AUT Ret | HOL Ret | ITA Ret | EUR 7º  | POR 12º | 3      | 18º      |
| 1983 | Marlboro Team Alfa Romeo            | Alfa Romeo 183T | Alfa Romeo 890T V8 Turbo       | M     | BRA EXC | USW Ret | FRA 12º | SMR Ret | MON Ret | BEL Ret | USE Ret | CAN Ret | GBR 8º  | ALE 2º  | AUT Ret | HOL Ret | ITA Ret | EUR 4º  | AFS 2º  |         | 15     | 8º       |
| 1982 | Marlboro Team Alfa Romeo            | Alfa Romeo 179D | Alfa Romeo 1260 V12            | M     | AFS 13º |         |         |         |         |         |         |         |         |         |         |         |         |         |         |         | 5      | 17º      |
| 1982 | Marlboro Team Alfa Romeo            | Alfa Romeo 182T | Alfa Romeo 1260 V12            | M     |         | BRA Ret | USW Ret | SMR Ret | BEL Ret | MON 3º  | USE Ret | CAN 6º  | HOL Ret | GBR Ret | FRA Ret | ALE Ret | AUT Ret | SUI 10º | ITA 10º | LVG 9º  | 5      | 17º      |
| 1981 | Marlboro Team McLaren International | McLaren M29F    | Ford Cosworth DFV V8           | M     | USW Ret | BRA Ret | ARG 11º | SMR 6º  | BEL Ret |         |         |         |         |         |         |         |         |         |         |         | 1      | 18º      |
| 1981 | Marlboro Team McLaren International | McLaren MP4/1   | Ford Cosworth DFV V8           | M     |         |         |         |         |         | MON Ret | ESP Ret | FRA 11º | GBR Ret | ALE Ret | AUT 8º  | HOL NP  | ITA 7º  | CAN Ret | LVG 12º |         | 1      | 18º      |
| 1980 | Marlboro Team Alfa Romeo            | Alfa Romeo 179  | Alfa Romeo 1260 V12            | G     |         |         |         |         |         |         |         |         |         |         |         |         | CAN Ret | USE Ret |         |         | 0      | NC (32º) |